# Alejandro Agag

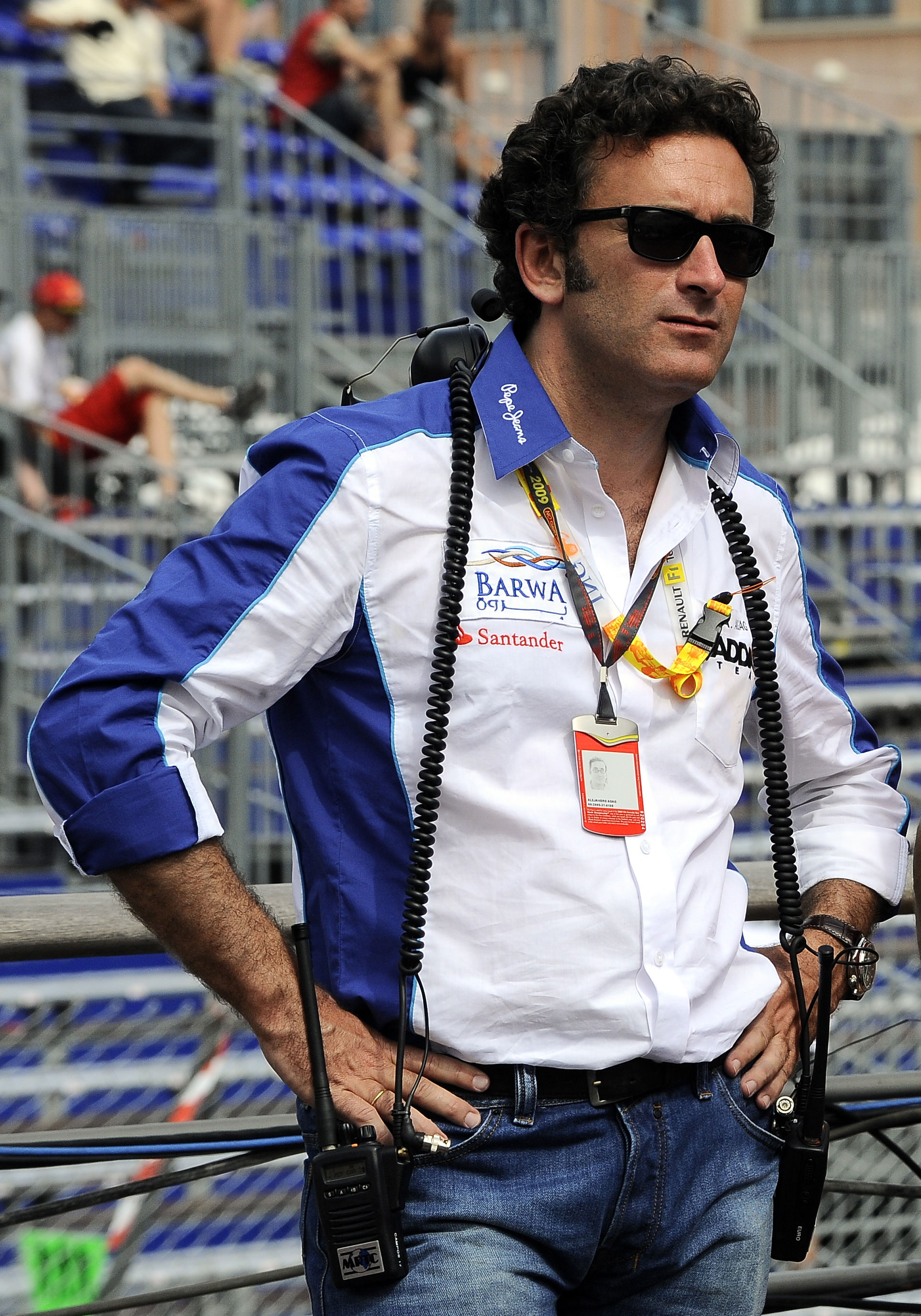
Alejandro Agag (2009)

Alejandro Tarik Agag Longo (* 18. September 1970 in Madrid) ist ein spanischer Unternehmer und ehemaliger Politiker der konservativen Partido Popular. Er war Mitglied des Europäischen Parlaments sowie Generalsekretär der Europäischen Volkspartei und ist der Schwiegersohn des ehemaligen spanischen Ministerpräsidenten José María Aznar.

## Leben
Alejandro Agag ist der Sohn eines aus Algerien stammenden Bankiers und Anlageberaters. Während seines Studiums der Betriebswirtschaftslehre am Colegio Universitario de Estudios Financieros trat er der konservativen Partido Popular (PP) bei. Nach dem Wahlsieg der PP bei den spanischen Parlamentswahlen 1996 wurde Agag persönlicher Berater des neu gewählten Ministerpräsidenten José María Aznar.
Bei der Europawahl 1999 gewann er für die PP einen Sitz im Europäischen Parlament. Noch im selben Jahr wurde er als Nachfolger von Klaus Welle zum Generalsekretär der Europäischen Volkspartei (EVP) gewählt, 2000 wurde er Generalsekretär der Christlich Demokratischen Internationalen (CDI). Allerdings kündigte er später an, seine politischen Ämter niederlegen und sich einer wirtschaftlichen Karriere widmen zu wollen. Am 11. April 2002 legte er deshalb auch sein Mandat im Europäischen Parlament nieder. 2003 trat er als CDI-Generalsekretär zurück, sein Nachfolger wurde Antonio López-Istúriz White.
Am 5. September 2002, heiratete Agag Ana Aznar Botella, die Tochter von José María Aznar. Die Hochzeit wurde in Spanien zu einem bedeutenden Medienereignis. Sie fand in Anwesenheit des spanischen Königs Juan Carlos, des britischen Premierministers Tony Blair und des italienischen Ministerpräsidenten Silvio Berlusconi sowie zahlreicher weiterer spanischer Persönlichkeiten in der Klosteranlage von El Escorial statt.
Nach dem Ende seiner politischen Karriere arbeitete Agag unter anderem bei der portugiesischen Holding Sociedade Lusa de Negócios, die unter anderem die Bank Banco Português de Negócios besitzt. Zudem hatte Agag Kontakte zum Geschäft der Formel 1 und war beteiligt, als Flavio Briatore und Bernie Ecclestone Ende 2007 den englischen Fußballverein Queens Park Rangers kauften.
Seit 2012 arbeitet er als CEO der Firma Formula E Holdings, die er zur Vermarktung der FIA-Formel-E-Meisterschaft gegründet hatte. In dieser Funktion wird er in Medien auch als Promoter der FIA-Formel-E-Meisterschaft bezeichnet.
Er wurde für seine Unternehmerkarriere mehrfach ausgezeichnet, unter anderem von der spanischen Ausgabe der Zeitschrift GQ als „Unternehmer des Jahres“.